# France au Concours Eurovision de la chanson 2014
La France a participé au Concours Eurovision de la chanson 2014 à Copenhague, au Danemark.

## Processus de sélection
La France a annoncé sa participation au concours le 22 mai 2013.

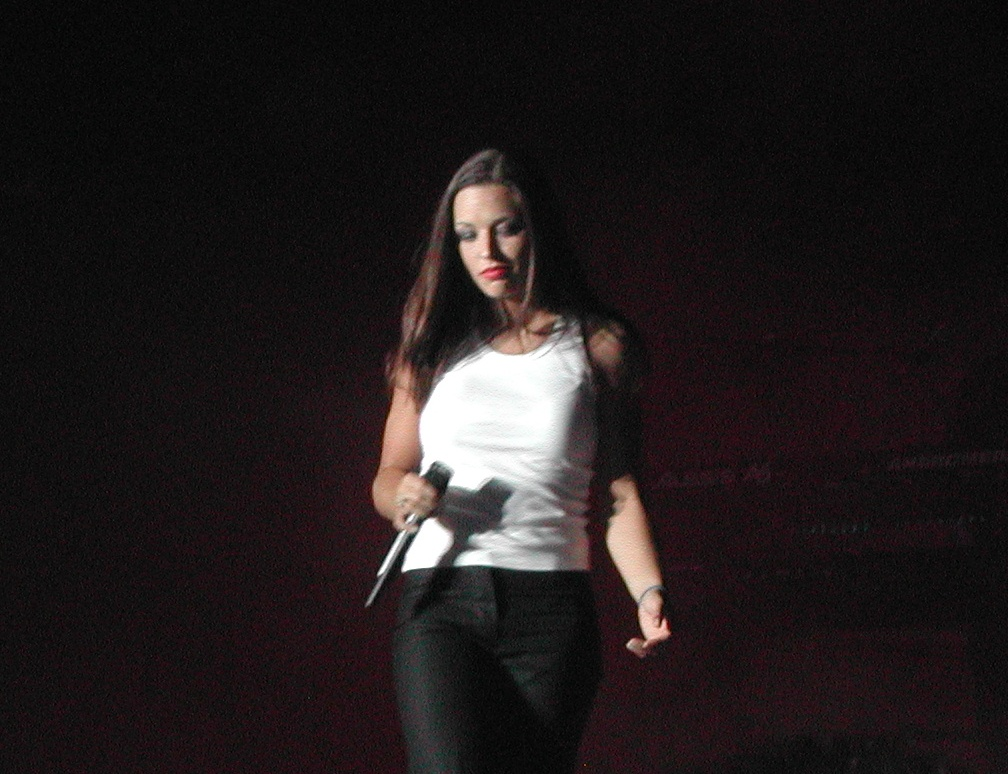
Natasha Saint-Pier a représenté la France à l'Eurovision 2001, à Copenhague aussi.

Pour la première fois depuis 2007, c'est par le biais d'un vote lors d'une émission télévisée que sont choisis l'artiste et la chanson qui représentent la France au Concours Eurovision de la chanson.
Le 27 novembre 2013, France 3 a présenté les trois candidats en lice pour représenter la France, choisis par un jury composé de professionnels de l'industrie musicale, de représentants de France Télévisions, un membre de l'Organisation générale des amateurs de l'Eurovision et une téléspectatrice qui a remporté un jeu-concours organisé par france3.fr.
Le 8 janvier 2014 furent dévoilés le titre des chansons et la veille de l'émission, un extrait de 30 secondes des versions studio de chacune des chansons a été publié par la chaîne.
Le 26 janvier 2014, au cours de l'émission Les chansons d'abord, les téléspectateurs ont pu choisir entre 3 chansons, issues d'une sélection interne effectuée le 26 novembre 2013. L'émission est présentée par Natasha Saint-Pier
Le gagnant est annoncé à nouveau dans l'émission Les chansons d'abord le 2 mars 2014,. C'est le groupe Twin Twin qui représente la France avec la chanson Moustache, le détail des votes n'est pas connu.

### Vote
France 3 a mis en ligne une plateforme sur laquelle toute personne ayant un compte France Télévisions pouvait venir et voter pour la chanson qu'elle voulait. Le public avait jusqu'au 23 février 2014 pour voter.
Le vote final est une combinaison de 50 % du vote internet et 50 % d'un jury de professionnels de la musique.

### Liste des chansons
|   | Artiste        | Chanson                |
| - | -------------- | ---------------------- |
| 1 | Destan         | Sans toi (Without you) |
| 2 | Joanna Lagrave | Ma liberté             |
| 3 | Twin Twin      | Moustache              |

## À l'Eurovision
La France vote lors de la première demi-finale, le 6 mai 2014 et participe à la finale le 10 mai 2014. La France n'est pas soumise aux demi-finale puisqu'elle fait historiquement partie du Big 5.
La finale est présentée par Cyril Féraud et Natasha Saint-Pier et diffusée sur France 3.

### Points attribués à la France

#### Finale
| 12 points | 10 points | 8 points | 7 points | 6 points           |
| --------- | --------- | -------- | -------- | ------------------ |
|           |           |          |          |                    |
| 5 points  | 4 points  | 3 points | 2 points | 1 point            |
|           |           |          |          | - Finlande - Suède |

### Points attribués par la France
| 12 points | Arménie     |
| 10 points | Pays-Bas    |
| 8 points  | Islande     |
| 7 points  | Monténégro  |
| 6 points  | Suède       |
| 5 points  | Portugal    |
| 4 points  | Estonie     |
| 3 points  | Hongrie     |
| 2 points  | Azerbaïdjan |
| 1 point   | Belgique    |

| 12 points | Arménie  |
| 10 points | Autriche |
| 8 points  | Pays-Bas |
| 7 points  | Islande  |
| 6 points  | Espagne  |
| 5 points  | Pologne  |
| 4 points  | Suède    |
| 3 points  | Danemark |
| 2 points  | Norvège  |
| 1 point   | Italie   |